# 砂田早紀
砂田 早紀（すなだ さき、1992年7月28日 - ）は、甲冑デザイナー、アーティスト。

## 略歴
創業1860年頃創業160年余続くの老舗人形店に生まれ、日本の伝統や、熟練の職人の手仕事の技を身近に触れながら育つ。一方で祖父がステンドグラス作家であったことから、アール・ヌーヴォー時代のルネ・ラリックやルイス・コンフォート・ティファニーによるガラス工芸の繊細で豊かな表現に惹かれ、ファインジュエリーの世界に興味を持ち、ロンドンのサザビーズ・インスティテュート、世界最大の宝石学研究・教育機関として知られるGIA（ジェモロジカル・インスティテュート・オブ・アメリカ）のロンドンカレッジで学び、GIAではDiamond鑑定士（GD）のディプロマを取得。在学中ケンジントンにある「Japanese Gallery Kensington」でインターンシップとして従事。
現在は家業の伝統を引き継ぎ、世界に誇れる伝統工芸をモダンにリメイク・継承することをテーマに甲冑の会社を設立。英国で学んだジュエリーの要素も組み込み、甲冑の力強さの中に繊細で煌びやかな雰囲気も醸し出す、伝統的な甲冑をアートとして世界に発信している。

## 資格
GIA Grduate Diamonds(GD)

## 趣味
音楽　乗馬　ステンドグラス